# Crocallis uniformata
Crocallis uniformata là một loài bướm đêm trong họ Geometridae.